# Kostel Nejsvětější Trojice (Bohumilice)
Kostel Nejsvětější Trojice v Bohumilicích je barokně přestavený původně gotický kostel, který je farním kostelem farnosti Bohumilice.
Celý areál kostela, nacházející se v nadmořské výšce asi 590 m n. m., je chráněn jako kulturní památka. Kromě zvonice z roku 1862 k němu patří márnice, romanticky historizující rodinná hrobka Holoubků, kovaný kříž z roku 1767 a celý hřbitov vymezený ohradní zdí se třemi vstupy. O kulturně historickém kontextu života místní farní obce mnohé vypovídá mimořádný soubor kamenných znakových a figurálních náhrobků ze 16. až 19. století.
Kostel pocházející z poloviny 13. století byl významně přestavěn v roce 1663, dále po ničivém požáru v roce 1815 a znovu v letech 1861–1862. Na počátku 21. století došlo k rozsáhlé rekonstrukci celé stavby.

## Historie

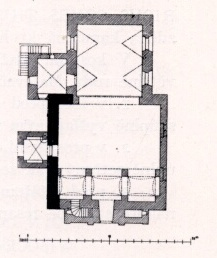
Půdorys kostela

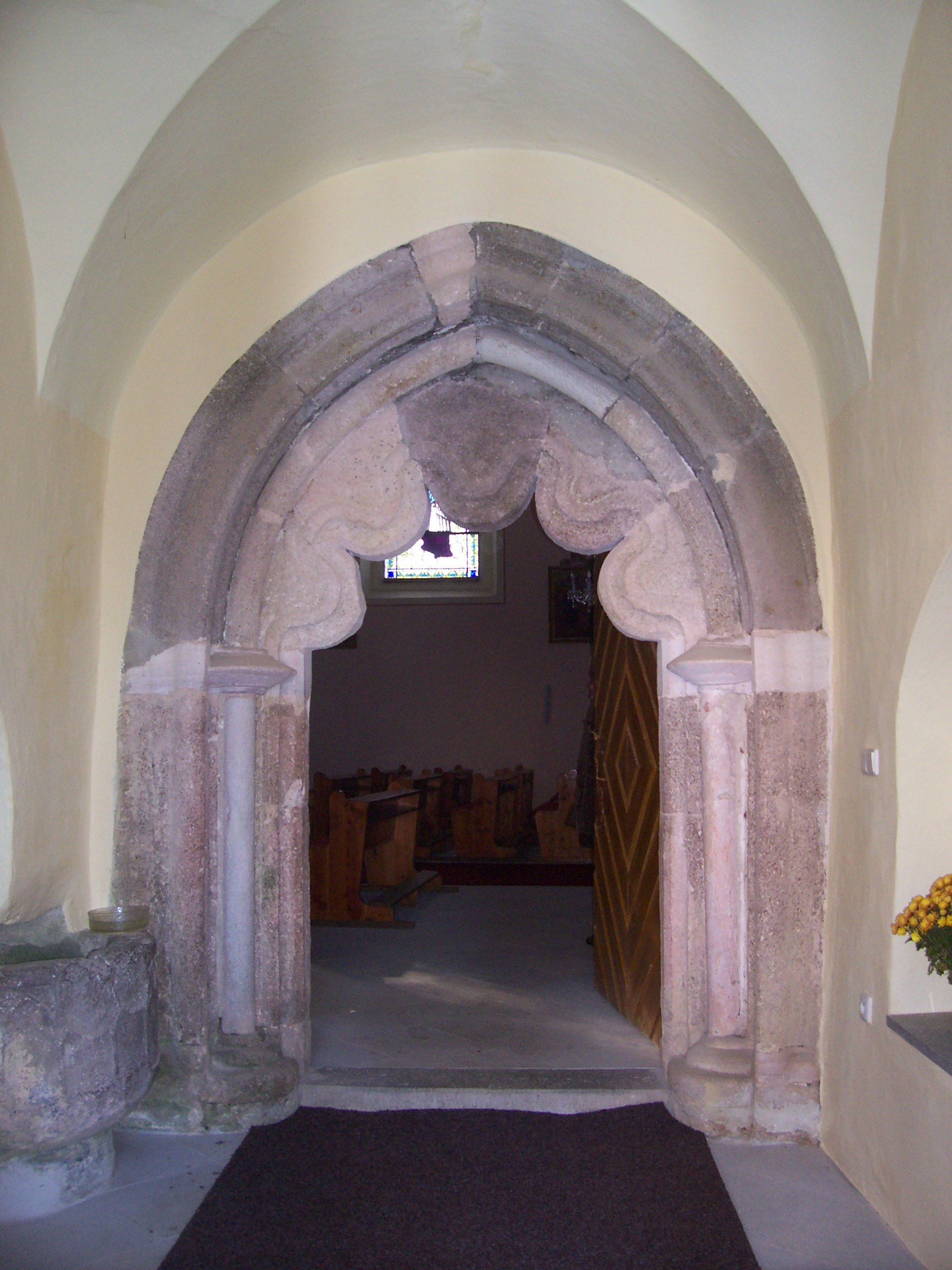
Goticko-románský portál

Původní gotický (či románsko-gotický) kostel byl pravděpodobně vystavěn mezi lety 1240 a 1250, ačkoliv první písemná zmínka o kostele je dochována až z roku 1379 (o faře v Bohumilicích se listiny zmiňují v roce 1352, kdy byl k Bohumilicím přifařen Vimperk, v roce 1367 je v Bohumilicích připomínán farář). Vimperk byl do Bohumilic přifařen až do roku 1405, Čkyně až do konce 18. století. Prvními patrony kostela byli páni z Janovic a Vimperka, kteří do farnosti ve 13. století podávali faráře.
Kostel byl původně zasvěcen sv. Martinovi, později bylo zasvěcení změněno na sv. Martina a Nejsvětější Trojici, ještě později byl kostel zasvěcen Nejsvětější Trojici a sv. Barboře. Postupně převážilo pouze zasvěcení Nejsvětější Trojici.
V roce 1370 se obec i s kostelem stala královským zbožím, v průběhu dalších staletí byli patrony kostela páni na hradě (později zámku) Skalice – tedy Kaplíř ze Sulevic, Malovcové z Malovic (Malovcové z Chýnova a Vimperka), páni z Rožmberka, z Hradce, Lumbové z Malonic a Ferdinand Holoubek. Kolem roku 1435 došlo k přestavbě kostela, okolo roku 1600 byla rozšířena loď kostela.
Po pustošení třicetileté války a požáru kostela v roce 1657 došlo roku 1663 k významné rekonstrukci kostela, jelikož kostel hrozil zřícením. Navzdory době byla rekonstrukce spíše renesanční než barokní. Během rekonstrukce došlo ke vzniku prostorného presbytáře, zvýšení stropu lodi a zvětšení oken, kostel měl také dvě věže. Roku 1665 udělil kostelu papež Alexandr VII.  právo udílet plnomocné odpustky při vykonání poutě na Slavnost Nejsvětější Trojice, proto ke kostelu začala směřovat procesí z okolí (z Vimperka, Vacova, Čestic). Roku 1732 byly členům bratrstva sv. Barbory u kostela papežem Klementem XII. uděleny plnomocné odpustky. V roce 1791 byl kostel vyloupen, došlo k odcizení bohoslužebných nádob a z kostelní pokladny byly ukradeny peníze.
V únoru 1815 zachvátil Bohumilice velký požár a kvůli silnému větru se oheň rychle rozšířil, kromě několika stavení a fary tak úplně vyhořel i kostel. Vyhořely obě věže kostela o zvony se žárem roztavily. Kostel pak byl v letech 1817–1818 obnoven a přestavěn a opatřen třemi zvony, ze starého kostela však byla použita pouze část severní zdi včetně starého portálu z 2. poloviny 13. století.
K dalším přestavbám došlo v letech 1861–1862, kdy byly postaveny schody na kruchtu, ke kostelu byla přistavěna věžička s jehlancovou střechou a celé západní průčelí bylo pseudorománsky upraveno. Fasáda je po rekonstrukci vodorovně pásovaná, v nárožích jsou zřízeny dvě malé věžičky, nad vchodem přibylo kruhové okno a štít lemuje obloučkový vlys. Kromě toho byla vybudována nová samostatně stojící novorománská zvonice, do níž byly zavěšeny tři zvony. V roce 1877 pro kostel zakoupila Terezie Trojanová ze Sudslavic lustr za 175 zlatých ze skláren hraběte Harracha, roku 1886 byly opraveny oltáře a byla pořízena socha Panny Marie Lurdské za 52 zlatých.
Za působení P. Jana Krejsy v roce 1966 byla v kostele i svépomocí farníků položena nová dlažba a nové lavice.
Celkovou rekonstrukcí prošel kostel v prvním desetiletí 21. století za působení P. Jana Janouška. Původní střecha byla napadena dřevomorkou domácí, kostel tak dostal v roce 2006 novou střechu. Dále byl rovněž vymalován, opatřen novou fasádou, byl zrekonstruován interiér a opraveny varhany. Během rekonstrukce byl nalezen díl stojky gotického okenního ostění z 14. či 15. století, tam byl pravděpodobně umístěn během přestavby 1816. Díl stojky svědčí o přestavbě kostela v době svého vzniku – zřejmě ve 14. století. Po dlouhé pětileté rekonstrukci byl kostel znovuvysvěcen 25. října 2009 českobudějovickým biskupem Jiřím Paďourem.

### Pověsti
Ke kostelu se váže několik pověstí.
- O stavbě kostela: Když se měl stavět nový kostel, bylo prý rozhodnuto, že bude postaven na louce Jiřici (u soutoku Spůlky a Volyňky pod obcí). Tam už prý sváželi dřevo potřebné ke stavbě. Tesaři zde již otesávali trámy a přilétávala bílá holubice a sbírala tam třístičky a ty odnášela na místo původního kostela. Jelikož byla holubice považována za zjevení Ducha svatého, bylo změněno rozhodnutí a tesařům bylo přikázáno, aby nestavěli na Jiřici a kostel vystavěli na tomto místě.[4][14][7] Na tomto místě pod nynějším presbytářem se prý nachází silný pramen.[4] V roce 2020, kdy byl obci udělen znak, se holubice dostala i do znaku.[15]
- O zvonech: Bohumiličtí si v Bavorsku pořídili laciný zvon, jenže po zavěšení ve věži starého kostela neměl správný zvuk – zněl jako skleničky na drncajícím voze. Zvon se chvěl, neboť se bál výšek, proto byl snesen do sakristie. Mezitím si pořídili v Bohumilicích tři nové zvony, ty však nepřežily osudný požár. Nakonec byl zvon umístěn v nové zvonici a jelikož byla nízká, již se nebál a zvonil pěkně.[16]
- O požáru v roce 1815: Nářek bohumilických osadníků byl takový, že se mísily jejich slzy s roztavenými kostelními zvony.[17]

## Popis

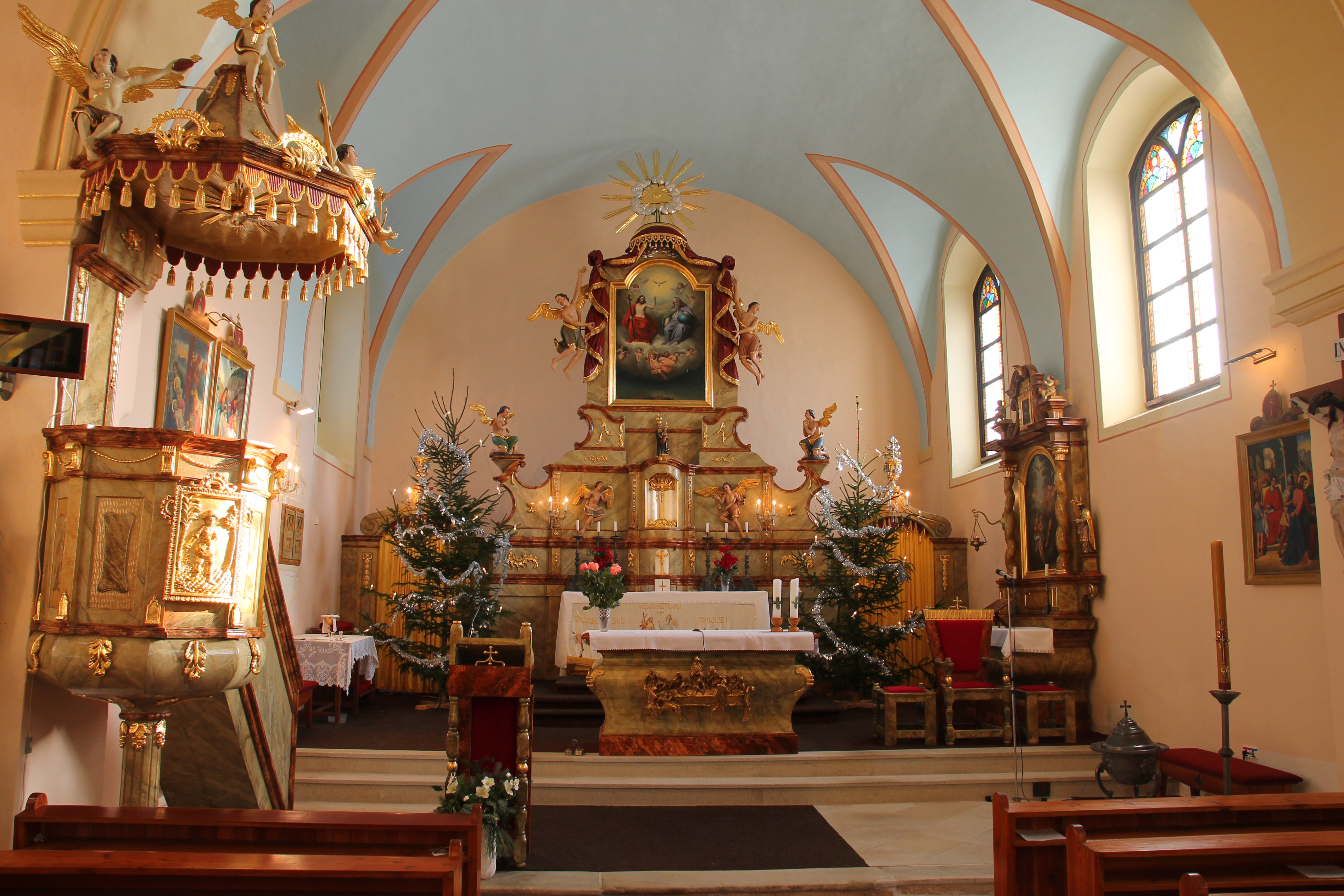
Interiér kostela – presbytář

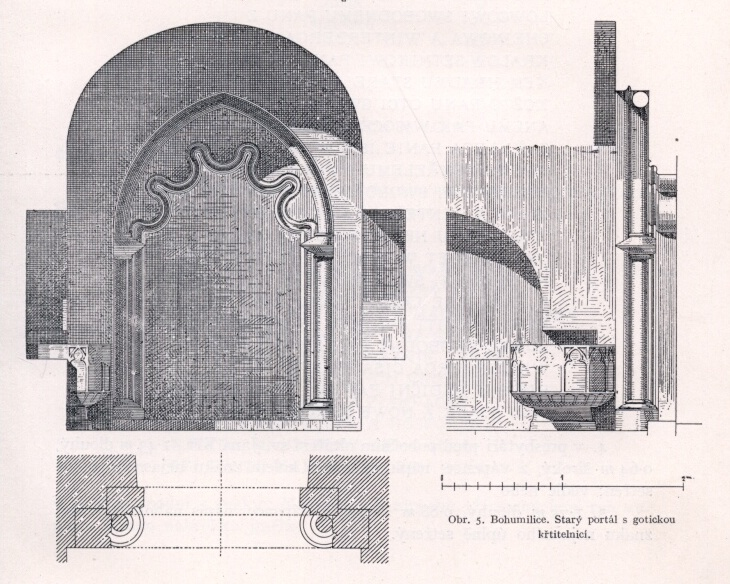
Gotický portál s křtitelnicí – pohled, řez a půdorys

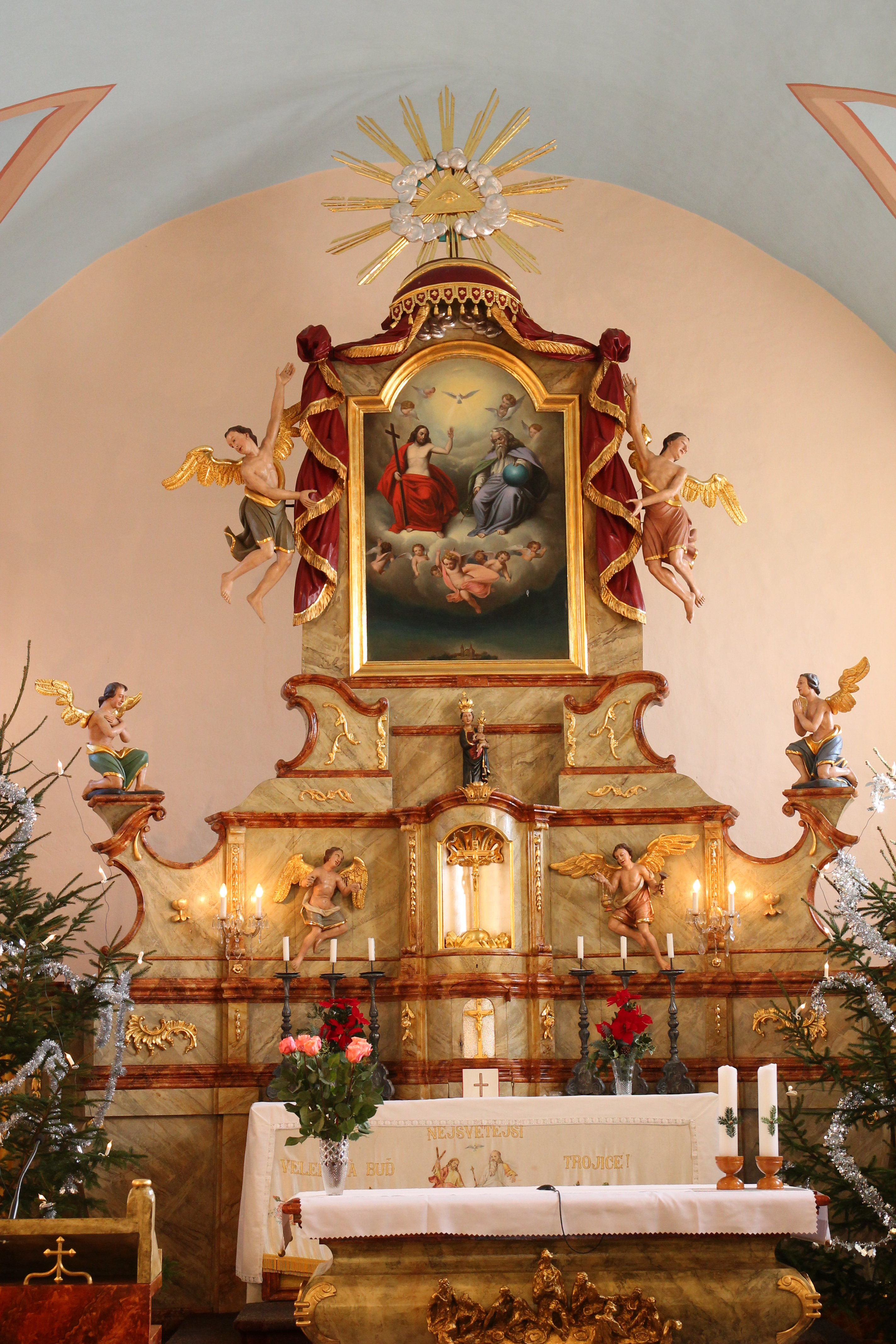
Oltář

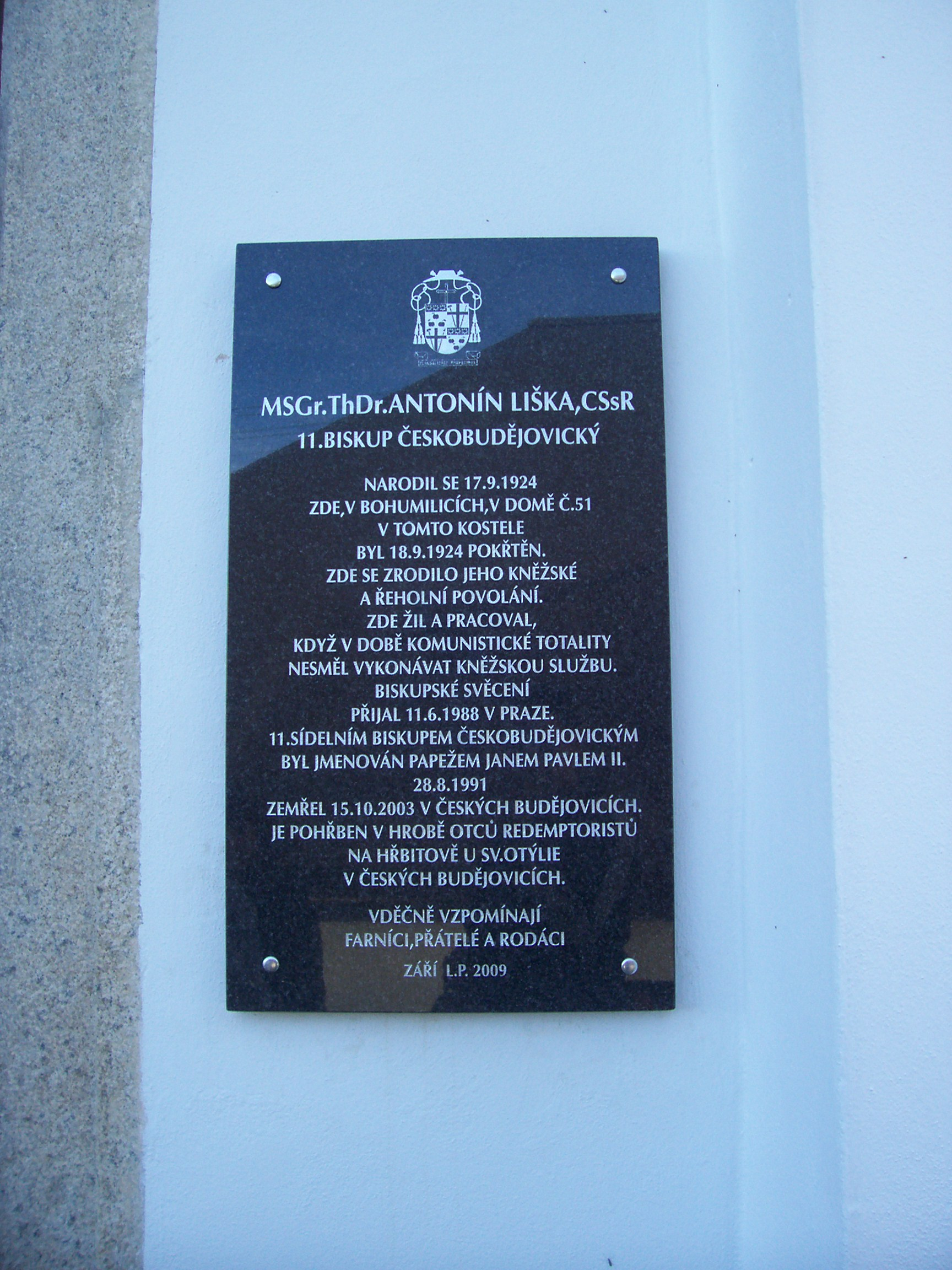
Pamětní deska Antonína Lišky u vchodu do kostela

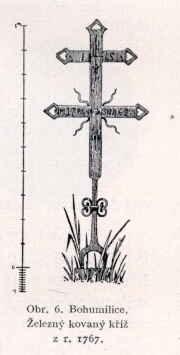
Železný kovaný kříž

Jelikož je kostel umístěný na vyvýšené poloze ve svahu na východním okraji jádra obce, tvoří pohledovou dominantu celé obce. Kostel je jednolodní jednoduchá prostá stavba (poplatná době přestavby) a je orientován k východu.
Kostel má prostorný obdélníkový presbytář 9,9 m dlouhý a 8 m široký, je zaklenut valenou klenbu s lunetovými výsečemi, která patří k památkově nejcennějším prvkům celého kostela. V presbytáři se na severní stěně nalézá svatostánek s barokním maltovým rámováním, pod omítkami se možná nacházejí zbytky nástěnných maleb. K presbytáři ze severu přiléhá sakristie s oratoří zaklenutá křížovou klenbou, v sakristii se na východní stěně nachází malé okno s půlkruhovým záklonkem a hlubokou špaletou. Loď, která je prakticky čtvercová, má délku 12 m a šířku 12,24 m, od presbytáře ji odděluje široký, mírně zahrocený vítězný oblouk. Rákosový strop lodi je malovaný a je na něm zavěšen lustr ze skláren hraběte Harracha, do okna v jižní stěně lodi je umístěna vitráž sv. Jana Nepomuckého.
Vnitřní zařízení kostela pochází z doby po přestavbě kostela (1. polovina 19. století) a je většinou pseudobarokní. Součástí hlavního oltáře je obraz Nejsvětější Trojice, v presbytáři se u jižní stěny nachází boční oltář sv. Jana Křtitelem s jeho obrazem. Další boční oltáře jsou zasvěceny Panně Marii Lurdské a sv. Barboře. Na posledním z nich je umístěn obraz sv. Barbory o rozměrech 0,71 × 0,88 m s nápisem: „Obraz tento Swaté Barbory wlastnj rukau malovaný obětowala do farnjho chrámu Páně Bohumělitzkého Maria swobodná panj Kosoř Malowec z Malowic assistentka wys. Král. Kapitole urozených dám pod jménem swat. angelůw na nowém městě Pražském. Žádajíc by farnjci Skalitštj o gegi wěčné oslawenj wraucj modlitbau Pana Boha častěgi prosili“. V levém rohu je vyveden znak Malovců a připojen nápis „v Praze leta Páně 1847“. Na oltáři Panny Marie Lurdské byla umístěna její socha od sochaře Josefa Krejčíka z Prahy. K vybavení hlavního oltáře patří také šest barokních cínových svícnů. V interiéru se dále nalézá pseudobarokní kazatelna z 1. poloviny 19. století a cínová křtitelnice se třemi nohami, která na víku nese nápis „FRIDERICUS COMES THUN-HOHENSTEIN 1874“.
Prostorná hudební kruchta vestavěná do lodi stojí na dvou pilířích, je podklenutá plackami na pasech.
Z gotické stavby se dochovala pouze severní obvodová zeď kostela s památkově velice cenným raně gotickým portálem ebrašské cisterciácké formy z roku 1250. Portál má pětilaločně vykrajovaný tympanon s reliéfní vlnovkou a talířové hlavice. Skrze portál se vstupuje do předsíně s křížovou klenbou, v níž se nachází polygonální kamenná gotická křtitelnice, sloužící dnes spíše jako kropenka. Křtitelnice je zdobená reliéfním panelováním ve tvaru trojlistů.
Západní průčelí je novorománsky členěno vodorovným pásováním, nad vchodem se nachází kruhové okno a štít lemuje obloučkový vlys. Nad průčelím se tyčí věžička s jehlancovou střechou. Nad presbytářem ční malý barokní sanktusník. Na západním průčelí kostela se nachází pamětní deska připomínající bohumilického rodáka a pozdějšího českobudějovického biskupa Antonína Lišku. Deska byla instalována na popud P. Jana Janouška, realizována byla prachatickou kamenosochařskou firmou Františka Kölbla.
U kostela se v severozápadním rohu areálu nachází samostatně stojící pseudorománská hranolová zvonice. Areál kostela se zvonicí, přilehlým hřbitovem a márnicí je obehnán hřbitovní zdí, před zvonicí (západně od ní) stojí kamenný kříž z roku 1874. Márnice se nachází v severní části ohradní zdi, na hřbitově se nalézá romantizující hrobka rodiny Holoubků. V čele lodi kostela stojí na hřbitově kovaný kříž vyrůstající z podkovy z roku 1767.

### Varhany

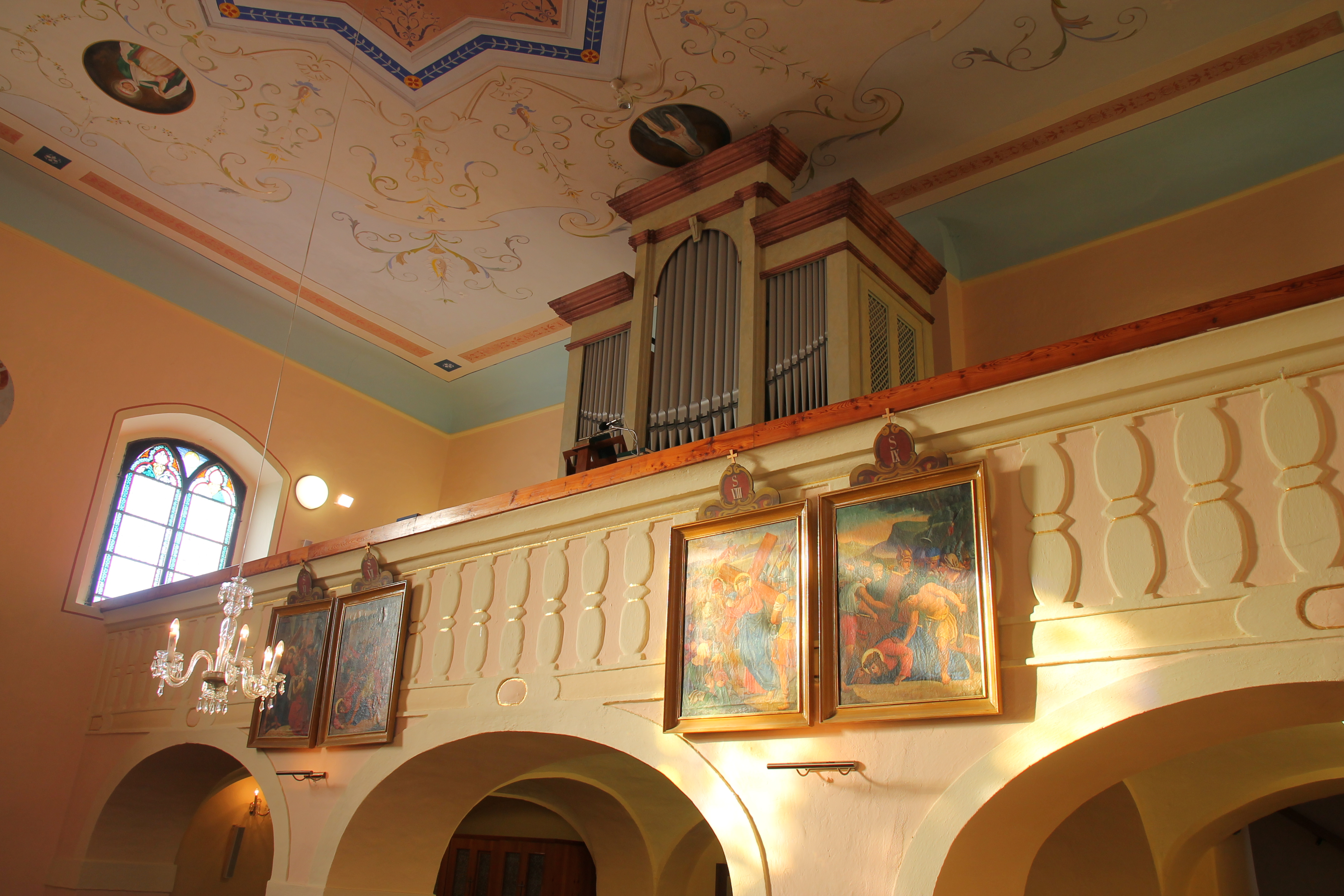
Kruchta s varhanami

Původní varhany v kostele byly pořízeny roku 1835 za 500 zlatých od varhanáře Františka Halady (Franze Hollady) z Klatov. Tyto varhany měly mechanickou trakturu, zásuvkovou vzdušnici, šest rejstříků a pedál. Varhany pak byly opraveny v letech 1875, 1878, 1889, poslední opravu provedl varhanář Hlídek (Hlídka) z Radomyšle.
Současné varhany z roku 1937 pocházejí z dílny Josefa Melzera z Kutné Hory. Varhany byly požehnány na Posvícení 17. října 1937. Během rekonstrukce kostela na počátku 21. století byly varhany restaurovány. Mají následující rejstříky:
|           | manuál                                              | pedál               |
| --------- | --------------------------------------------------- | ------------------- |
| rozsah    | C – f3, chromaticky                                 | C – d1, chromaticky |
| rejstříky | Principál 8´ Salicionál 8´ Oktáva 4´ Mixtura 2 2/3´ | Subbas 16´          |

### Náhrobky vkostele

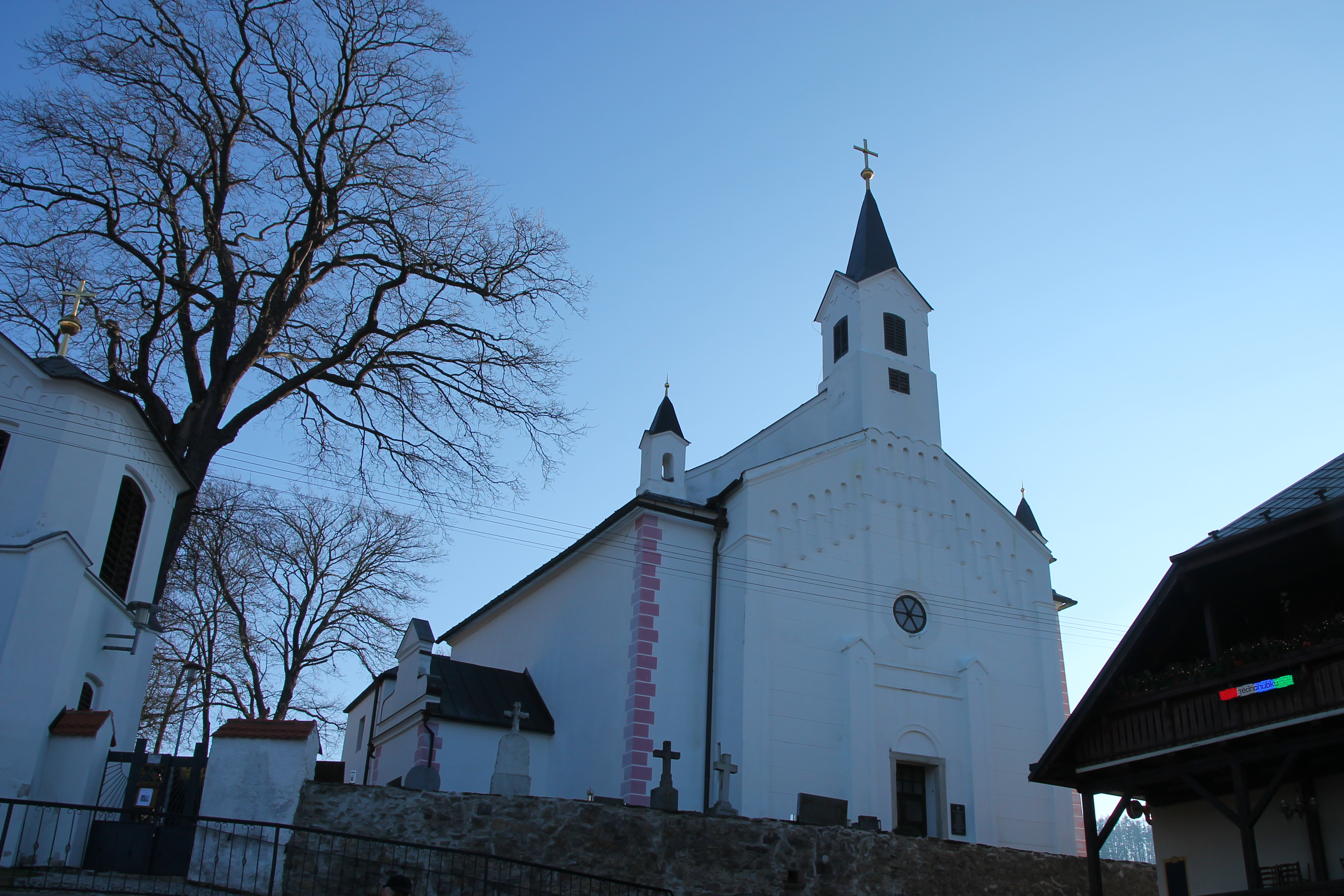
Západní průčelí

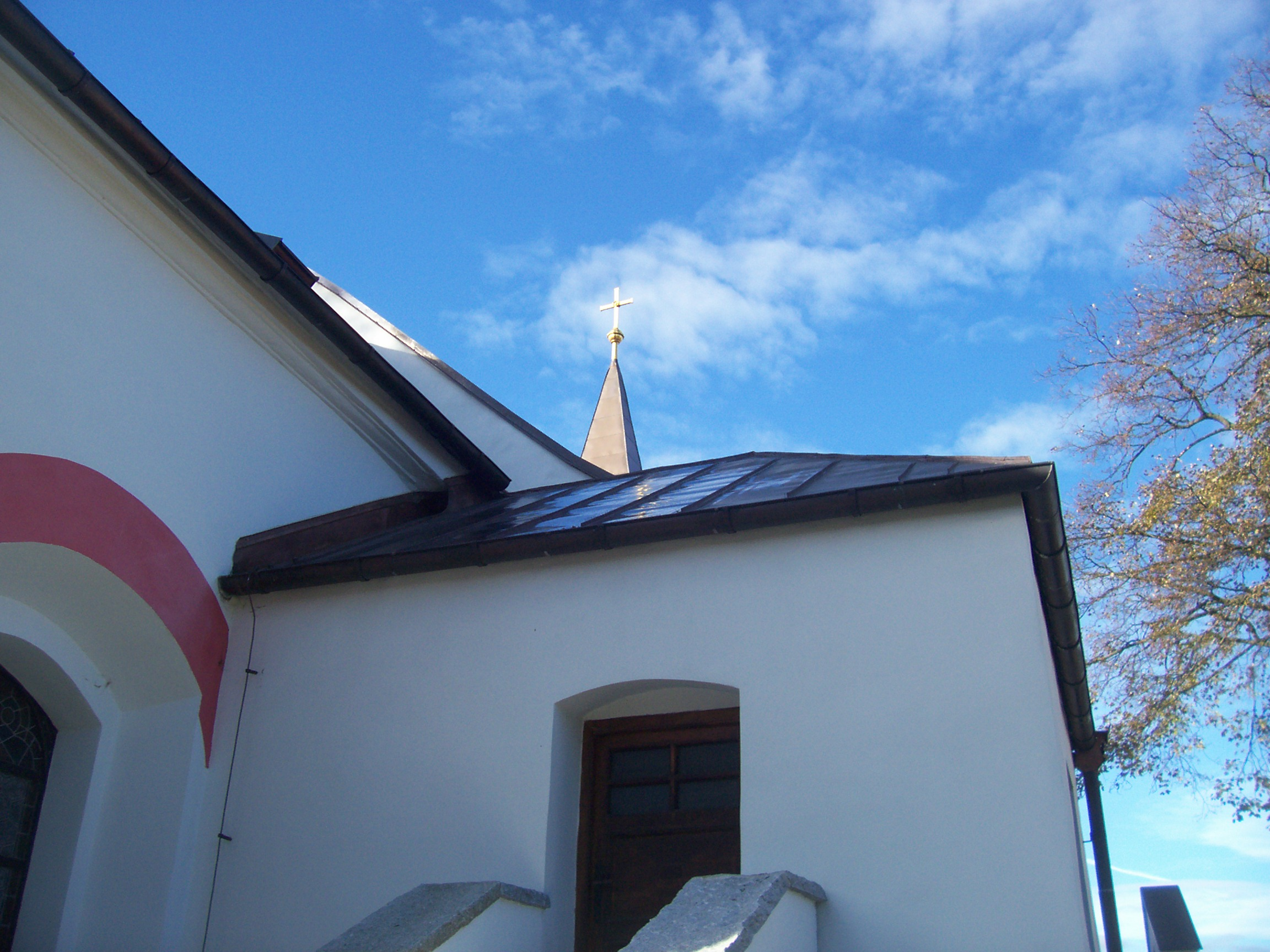
Detail oratoře nad sakristií

V kostele se dochovalo poměrně velké množství náhrobních kamenů z 16.–19. století, většina z nich se nachází v dlažbě, některé jsou umístěny na stěně. Zejména se jedná o náhrobky příslušníků rodu Malovců z Malovic (Malovců z Chýnova a Vimperka) s jejich erbovním znamením – polovinou koně.
V dlažbě byly zapuštěny před rekonstrukcemi v 20. a 21. století tyto náhrobky:
1. Náhrobek v lodi před oltářem sv. Barbory má délku 1,82 m a šířku 0,91 m. Je na něm patrný erb Malovců, nápis je úplně vyšlapaný.
2. Náhrobek z vápence v prostřední chodbě lodi je 1,66 m dlouhý, 0,83 m široký; je zcela setřený jen je na něm patrná vyrytá forma štítu.
3. Náhrobek před oltářem Panny Marie Lurdské o délce 1,35 m a šířce 0,7 m nese hrubě tesaný erb Malovců nahoře a dochovaný nápis:

WISOCE     UROZE

NEMU         DNE 14

UNORA       LETA

PANĚ          1814

W 62 ROKU WEKU SWEHO

ZEMŘELEMU PANU WACLAWOWI MA

LOWCOWI SWOBODNEMU PANU Z

CHEINOWA A WINTERBERGA CISAŘO-

KRALOW-SETNIKOWI PANU NA WISO

KEM HRADKU STARE A NOWE SKALICI GA

KOŽTO PANU OTCI SWEMU SRDEČN. MILOW

ANEMU PAK WISOCE UROZENEMU DNE 6

ZAŘI LETA PANIE 1811 W 19 ROKU WĚKU

SWEHO ZEMŘELEMU PANU KARLOWI

MALOWCOWI SWOBODNEMU PANU Z CHEI

NOWA A WINTERBERGA GAKOŽTO BRA

TRU SWEMU NEJMILEGSSIMU OBOUM

DWOUM ZDET W PANU ODPOČIWAGICIM

NA ZNAMENI SWE SINOWSKE WDĚČNOSTI

A BRATRSKE LASKY TENTO PAMĚTNI KA

MEN POLOŽITI PORUČIL FRANTISSEK MA

LOWEC SWOBODNY PAN Z CHEJNOWA A

WINTERBERGA CJSAŘO . KRALOW . PO

RUČNJK DEDIČNJ PAN NA WISOKEM HRA

DKU STARE A NOWE SKALICI 1814.

1. Náhrobek z vápence v presbytáři pod bočním oltářem sv. Jana Křtitele je 1,43 m dlouhý a 0,64 m široký. Je úplně setřený, je jasné, že nahoře nesl nápis, pod ním byl neidentifikovatelný znak.
2. Vedle náhrobku (4) se nachází 1,75 m dlouhý a 0,88 m široký vápencový náhrobek s taktéž nejasným znakem a setřeným nápisem.

Kolem hlavního oltáře:
1. Vlevo od hlavního oltáře se nachází vápencový náhrobek 1,68 m dlouhý a 0,79 m široký. Nápis na něm je setřený, je ale vyzdoben erbem Malovců.
2. Náhrobek před hlavním oltářem má délku 1,34 m a šířku 0,78 m, nedochoval se celý, nápis na něm je opět setřený a také nese erb Malovců.
3. Vedle něj se nachází náhrobek 1,76 m dlouhý a 0,88 m široký, jeho horní polovina je vyplněna nápisem:[pozn. 2]

LETHA 1599 PRWNI PO

STNI STŘEDU VMŘEL VRO

ZENY A STATEČ . RYTIRZ PAN

WACLAW STARſſY MALOWEC

Z CHEYNOWA A NA WINTR : NA WELI

(k)EM ŽDIKO . POD CZERN' MI H(o)

(r)AMI A WYSOKEM DWORZE

PAN BVOH RACZ SE SMILO

(svisle dolů)

WATI NAD GEHO DVSSY

(zpět a vzhůru nohama)

A GI W POCZIET WOLE
… nečitelné
text dole obklopuje znak Malovců.

1. Vedle náhrobku (8) se nachází další o délce 1,76 m, šířce 1,0 m, tento náhrobek z vápence má uražený levý roh (ten je nahrazen úlomkem jiného náhrobku), v dolní polovině se nalézají znaky Malovců a Hložků ze Žampachu. V horní polovině se nachází nápis:[pozn. 2]

(anno domi)NI 1666 19 .

(srpna) VMRZEL A POCHOWAN GEST

TVTO VROZENY A STATECZNY RYTIRZ

PAN PAWEL NEYSTARSSY MALOWEC Z CHEY

NOWA A WINTERBEGKA NA SKALY

CZY HRADKV A HOSPOZYNIE KTERE

MVZTO KV PAMATCZE OD VROZENE

PANI HLOŽKOWNY Z ZIAMPACHV

PANNI NA SKALICZY A HOSPOZYṄE

NIEKDY MANZIELKY GEHO MILO

STI TENTO KAMEN POLOŽEN GEST

1. Úlomek náhrobku z vápence o rozměrech 0,42 × 0,3 m, nese pozůstatek nápisu „ECZI / TNE PA II O / NI PANIE / (u)MRZEL / STATECZ 1 : 5 :“.[pozn. 2]
2. Vedle nich se nachází 1,87 m dlouhý a 0,93 m široký náhrobek z vápence, který je silně sešlapaný. Uprostřed náhrobku je vyveden neznatelný erb, kolem něj nápis gotickou minuskulí, který je jen částečně čitelný: „leta boznho tiſncznho (1617) … (umrz)el urozeny a ſtateczny (ian) mal …“.
3. Po pravé straně oltářních schodů leží náhrobek s erbem Malovců, který je 1,12 m dlouhý a 0,82 m široký. Na jeho okraji je znatelná část nápisu „NA … DIEGI W RVCAV BOZICH“.
4. Za náhrobkem (12) se nachází 1,9 m dlouhý a 0,9 m široký kámen z vápence, na něm je sešlapaná postava rytíře s obnaženou hlavou, opírající se v pravici o dýku, v levici drží o štít s erbem Malovců, u nohou mu leží přilba. Výjev obkružuje nápis „Pan Waclaw Malow (ec) … A tuto ge Pochowan Ocekawage…“.[pozn. 2]

V dlažbě presbytáře se nacházely další sešlapané kameny, které bývaly pravděpodobně dříve také náhrobky.
Na západním průčelí kostela jsou upevněny tři náhrobky:
1. Kněžský náhrobek z vápence, který je široký 1,03 m a 1,37 m je vyzdoben nahoře kalichem a dole umrlčí hlavou, mezi nimi je proveden nápis v latině:

VENERABILI DEO SUIS-          QUE CHARO SACERDOTI

ANTONIO SKAUMAL               BOHEMO WORLICENSI

                                     QUI

UT CAPELLANUS XI UT CURATUS VII ANNIS

DEINDE PLENUS MERIRIS DIE XII SEPTEMBRIS

                      ANNO DOMINI MDCCXCII

ÆTATIS SUÆ XLIV PIE IN DOMINO OBDORMIVIT

HOC SINCERI AFFECTUS MONUMENTUM POSUIT

WENCESLAUS MALOWEC LIBER BARO DE CHEYNOW ET

WINTERBERG DOMINUS IN ALTO HRADEK SKALITZ

ET KLINKOWII.                 ANNO DOMINI

                                                       1794

1. Náhrobek o výšce 1,7 m a šířce 0,74 m taktéž z vápence má horní polovinu a okolí znaku Malovců sešlapaný. Na tomto náhrobku z konce 16. století se dále nachází nečitelný nápis gotickou minuskulí.
2. Dětský náhrobek z vápence přiložený na stěnu je vysoký 1,04 m a 0,52 m široký. Do horní trojhranné části je vytesaný kříž, po jeho pravé i levé straně klečí muž a žena, kterým z úst vycházejí nečitelné modlitby. Nad hlavami mají oba křížky a pod obrazem se nachází zarámovaný nápis:

LETA PANIE 1771

DNE DESATIHO LEDNA

USNULA PANU ANNA CE

RUžKA WLAS'NY TOMASSE

KOUBI Z DOLAN MAICCE

WIEKU 6 LET A 7 MNESICU

Y TEZ TAKE 25 LEDNA

PAWEL SYN ODEWZDAL

DUſſY ſWAU BOHU MAIC

TEZ WIEKU 10 LET A 1 MNE

SIC SOUC SEM BOLESTI ſRDCS

DOPROWODENI . AMEN .

Dále se zde nachází náhrobek rakouských šlechticů Ernsta a Idy Lumbů z Malonic vsazený do stěny kostela. Na poprsní zdi terasy před vchodem na hřbitov jsou patrné zbytky starých náhrobních kamenů, které byly rozbité jako stavební materiál (některé se zbytky erbu Malovců) a některé byly použity jako krycí materiál pro ohradní zeď hřbitova.

## Zvony

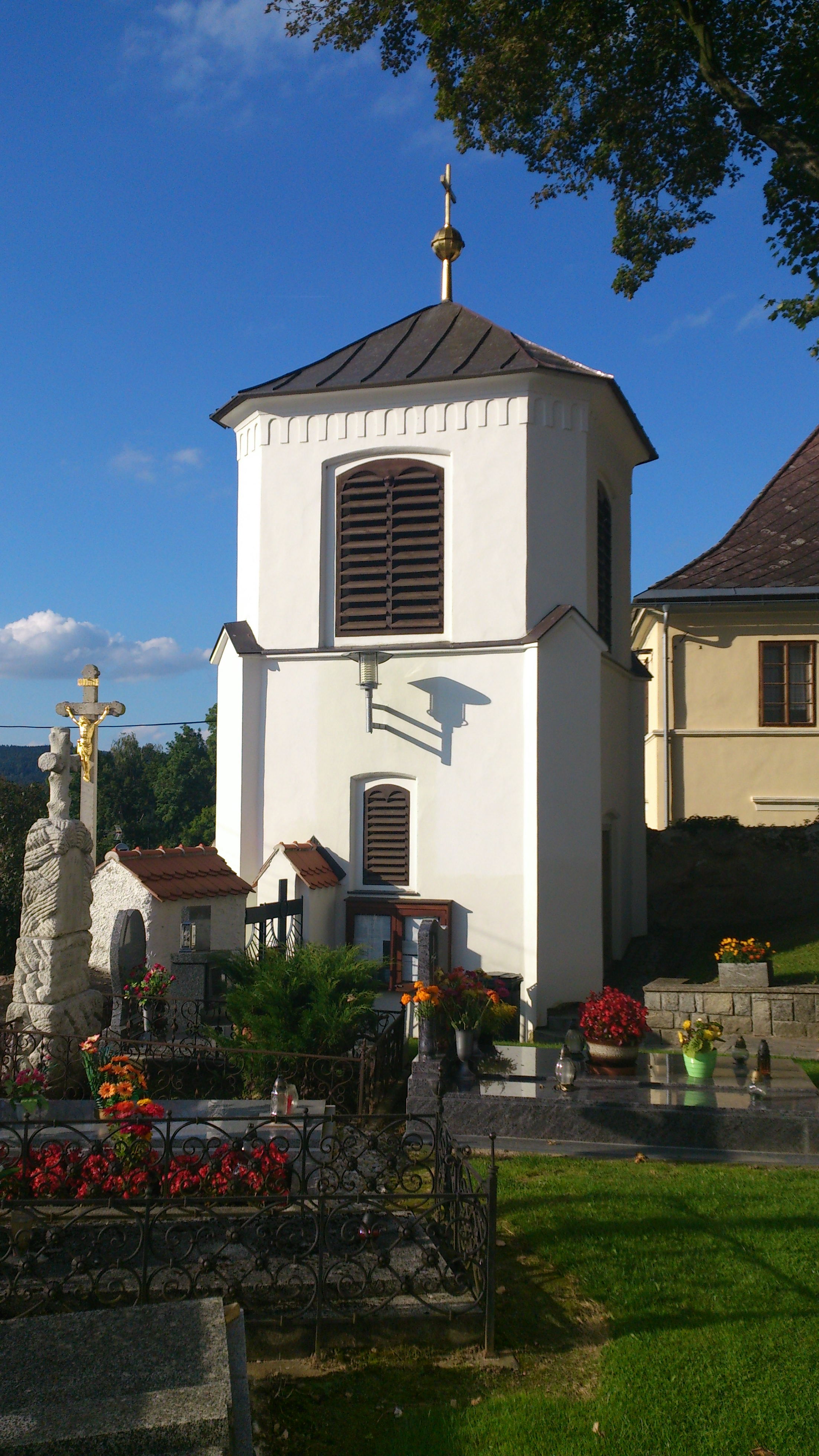
Zvonice

Ve zvonici u kostela se dle soupisu z roku 1913 nacházely tři zvony.
- Největší zvon měl průměr 0,75 m, výšku 0,52 m, jeho koruny měla výšku 0,14 m. Na plášti byl vyveden obraz Nejsvětější Trojice a Panny Marie, na dolní obrubě nesl nápis  „DEDICATA SANCTISSIMAE TRINITATI SUB PATRONATU FRANCISCI MALOWECZ DE CHEINOW ET WINTERBERG“ (věnován Nejsvětější Trojici pod patronací Františka Malovce z Chýnova a Vimperka).
- Prostřední zvon o průměru 0,61 m a výšce 0,49 m pocházel z roku 1885, ulil jej Josef Diepoldt z Prahy. Koruna byla 0,12 m vysoká, zvon zdobily obrazy sv. Antonína a sv. Floriána a nápis „DEDICATA S.S. ANTONIO ET FLORIANO AB ANTONIO ET ANNA KRAML 1885“ (Věnován sv. Antonínu a Floriánovi od Antonína a Anny Kramlových 1885) a „ULIL JOS. DIEPOLDT V PRAZE“.
- Malý zvon pocházel z dílny Pernerů z Českých Budějovic, ulit byl roku 1840. Měl průměr 0,52 m, výšku 0,35 m, koruna byla 0,10 m vysoká. Byl ozdoben obrazem sv. Jana Nepomuckého a nápisem „PERNER BUDWEIS 1840“.

Kromě tří zvonů ve zvonici se na kostele nacházel v sanktusníku nad presbytářem malý zvonek.

## Bohoslužby
Bohoslužby v kostele jsou slouženy excurrendo ze Vlachovo Březí.
| Den    | Hodina                              |
| ------ | ----------------------------------- |
| neděle | 9.30                                |
| pátek  | 16.30 (zimní čas) 17.30 (letní čas) |

## Fotogalerie

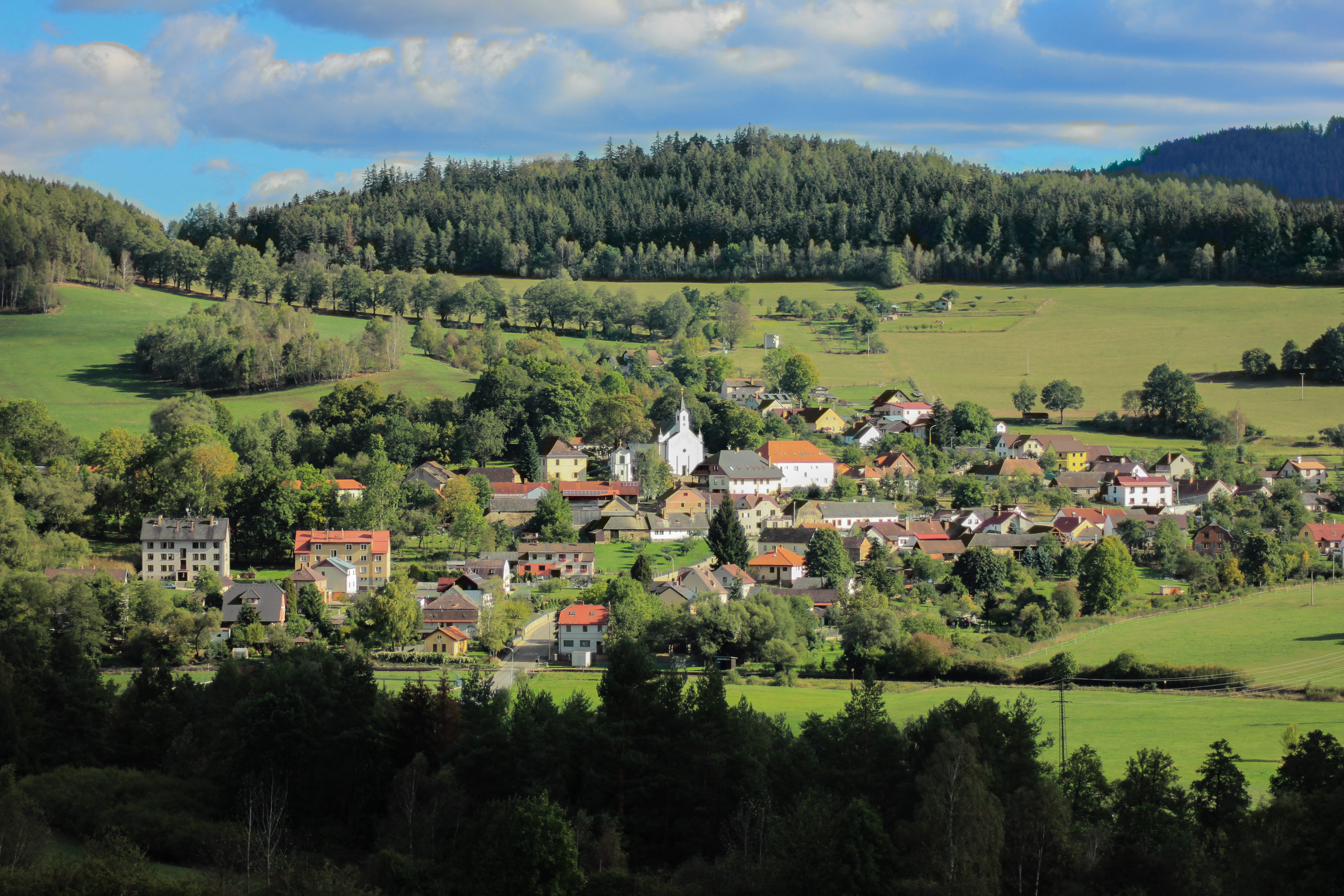
dominantní poloha kostela v rámci obce
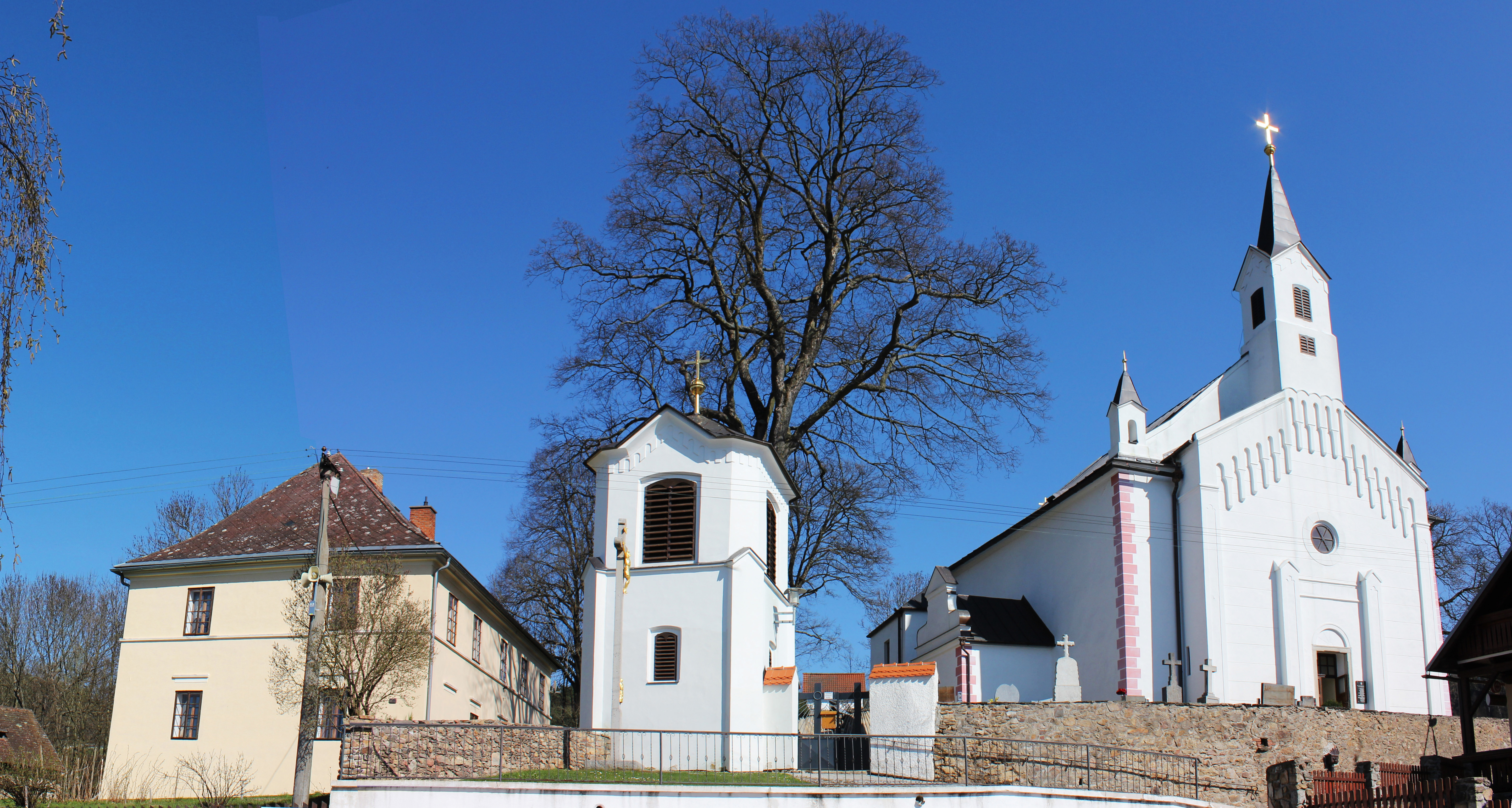
Areál kostela se zvonicí
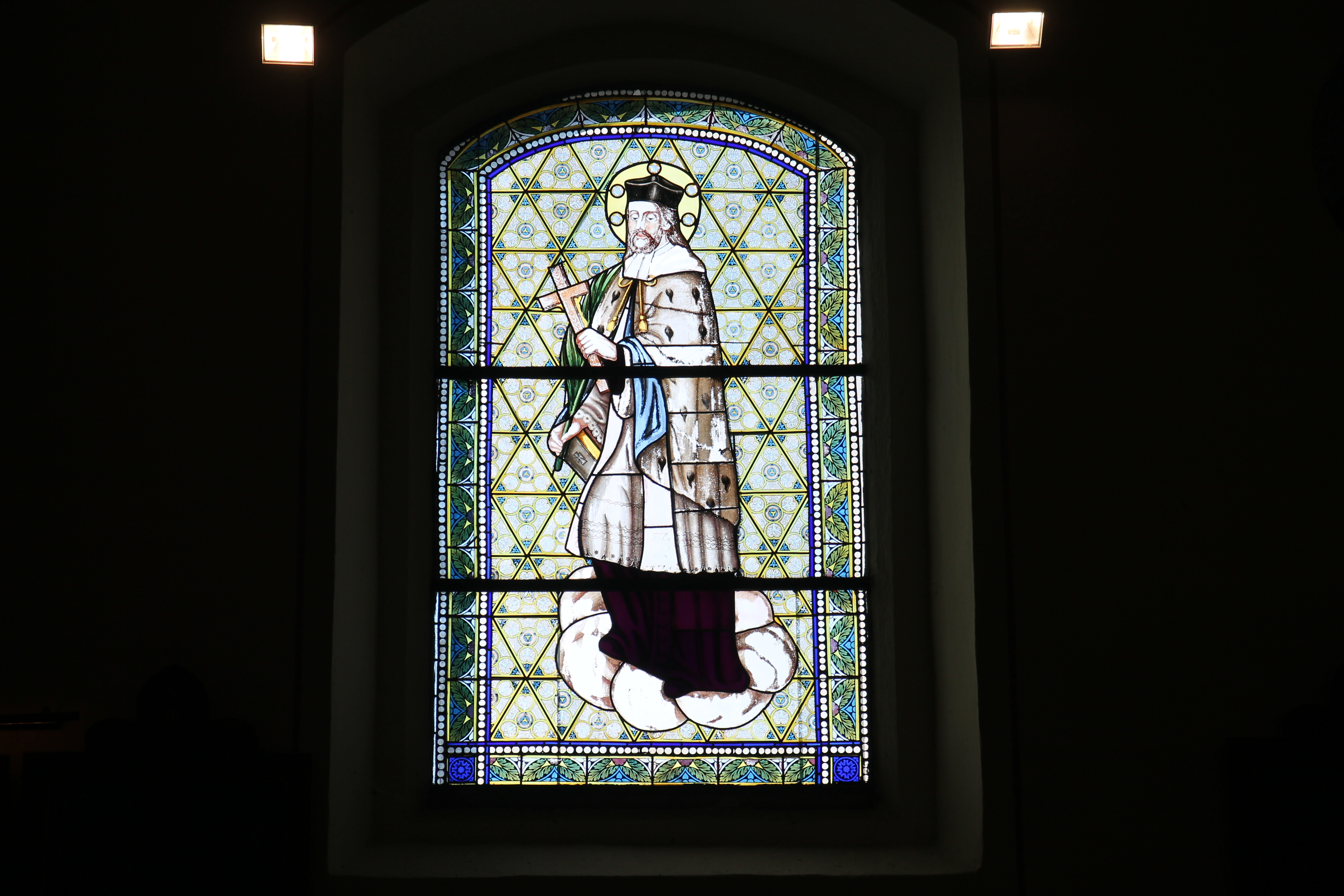
Okno s vitráží sv. Jana Nepomuckého
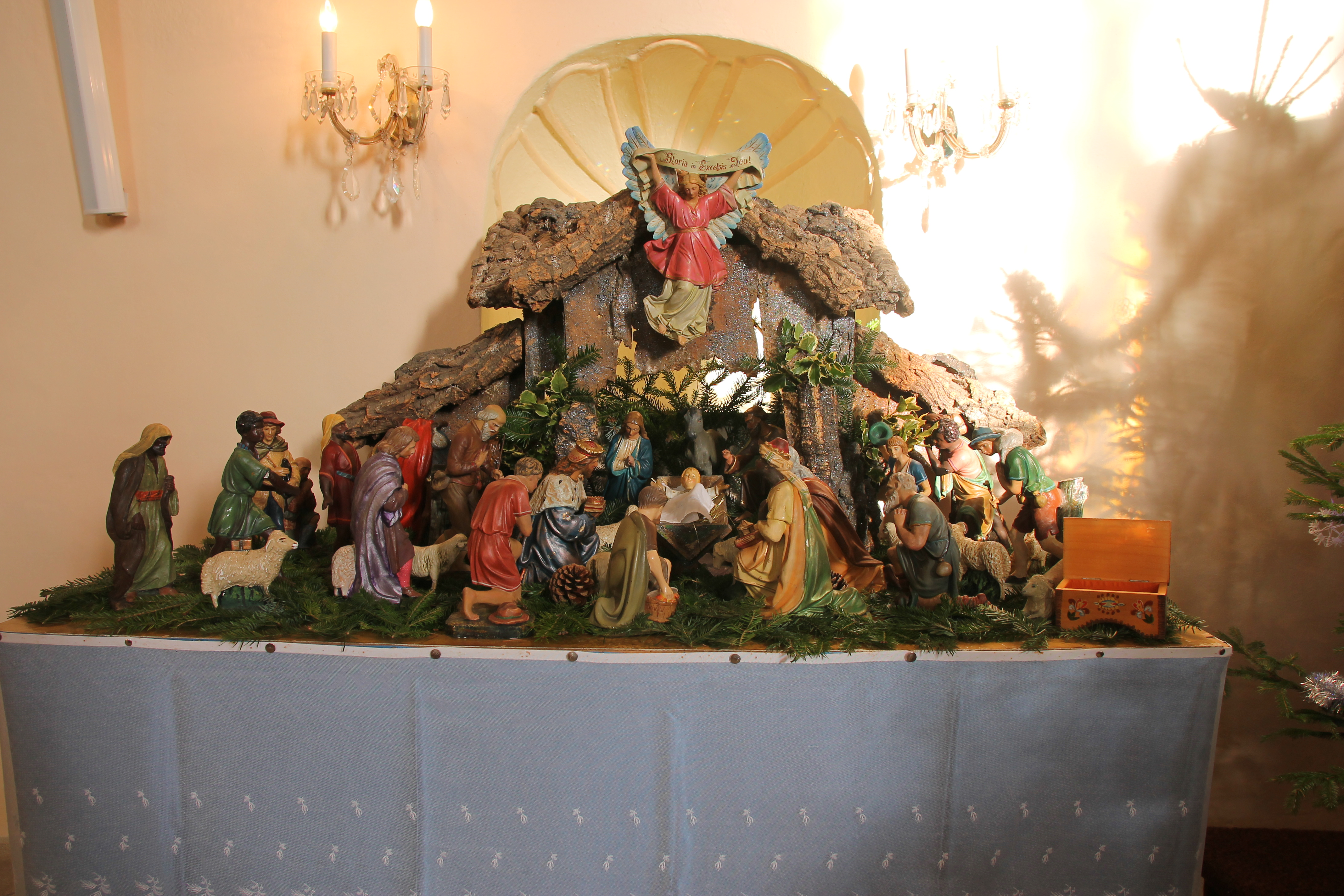
Betlém v kostele
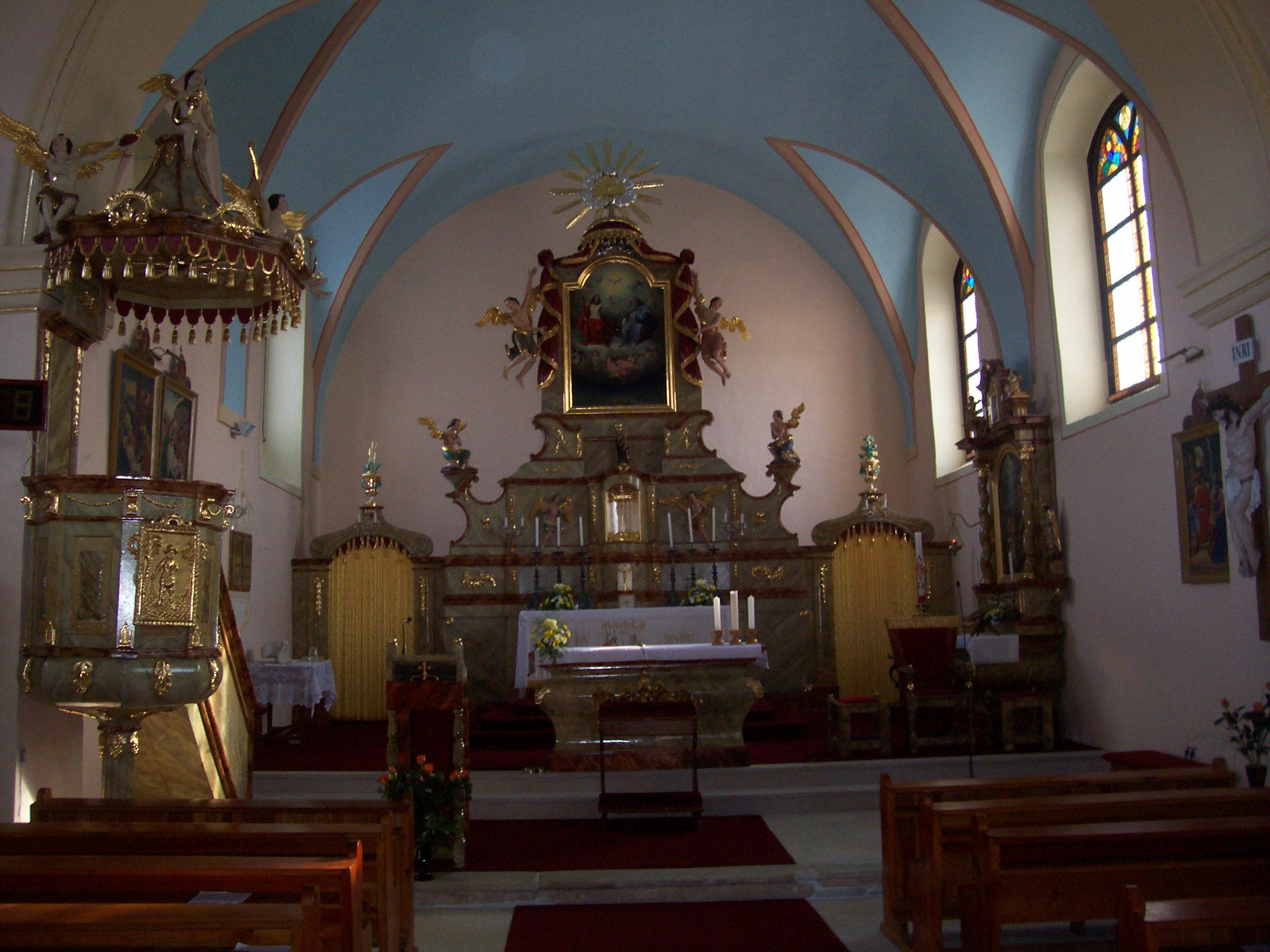
Interiér po rekonstrukci 2009
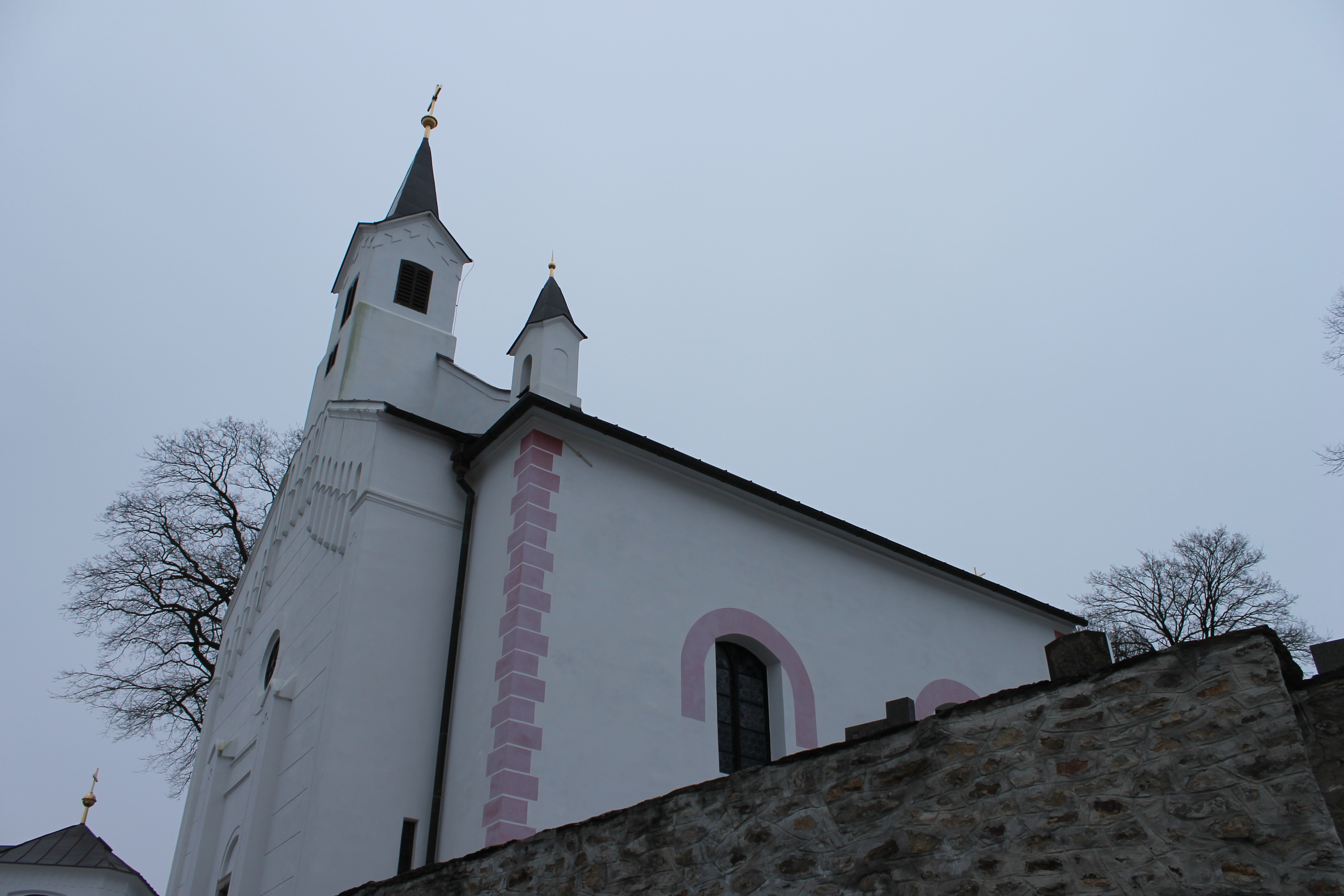
Jihozápadní pohled na kostel
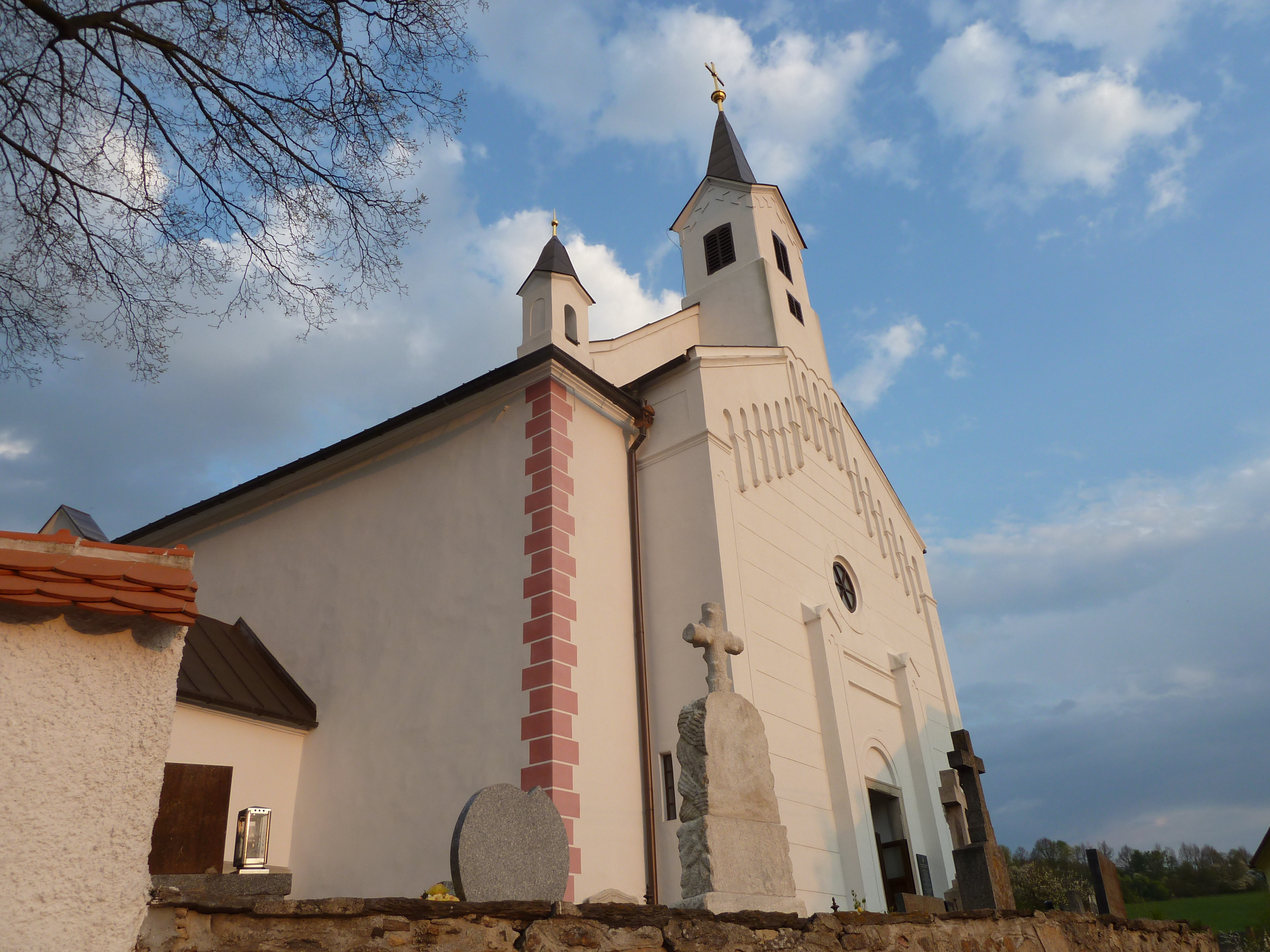
Severozápadní pohled
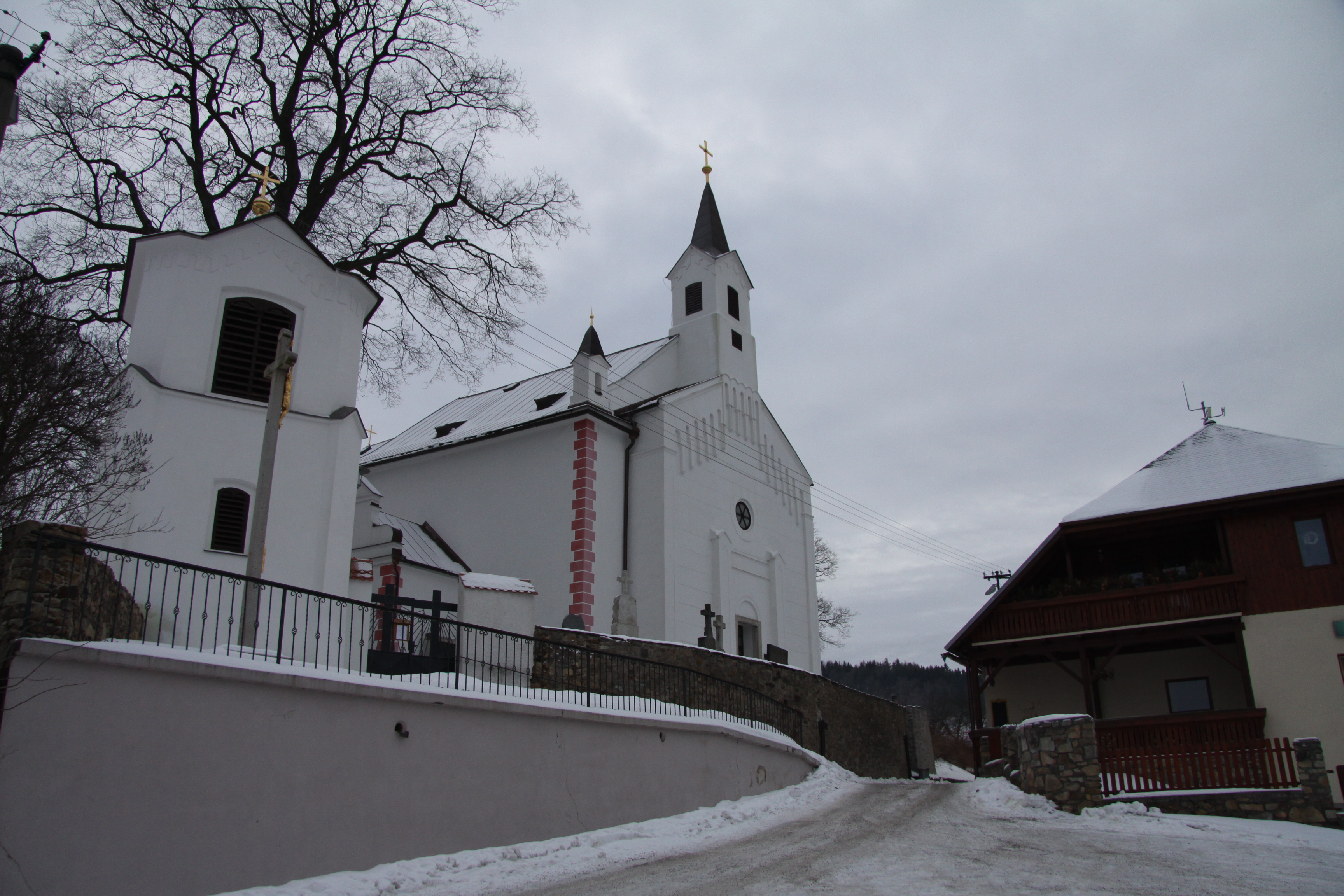
Kostel, zvonice, kříž
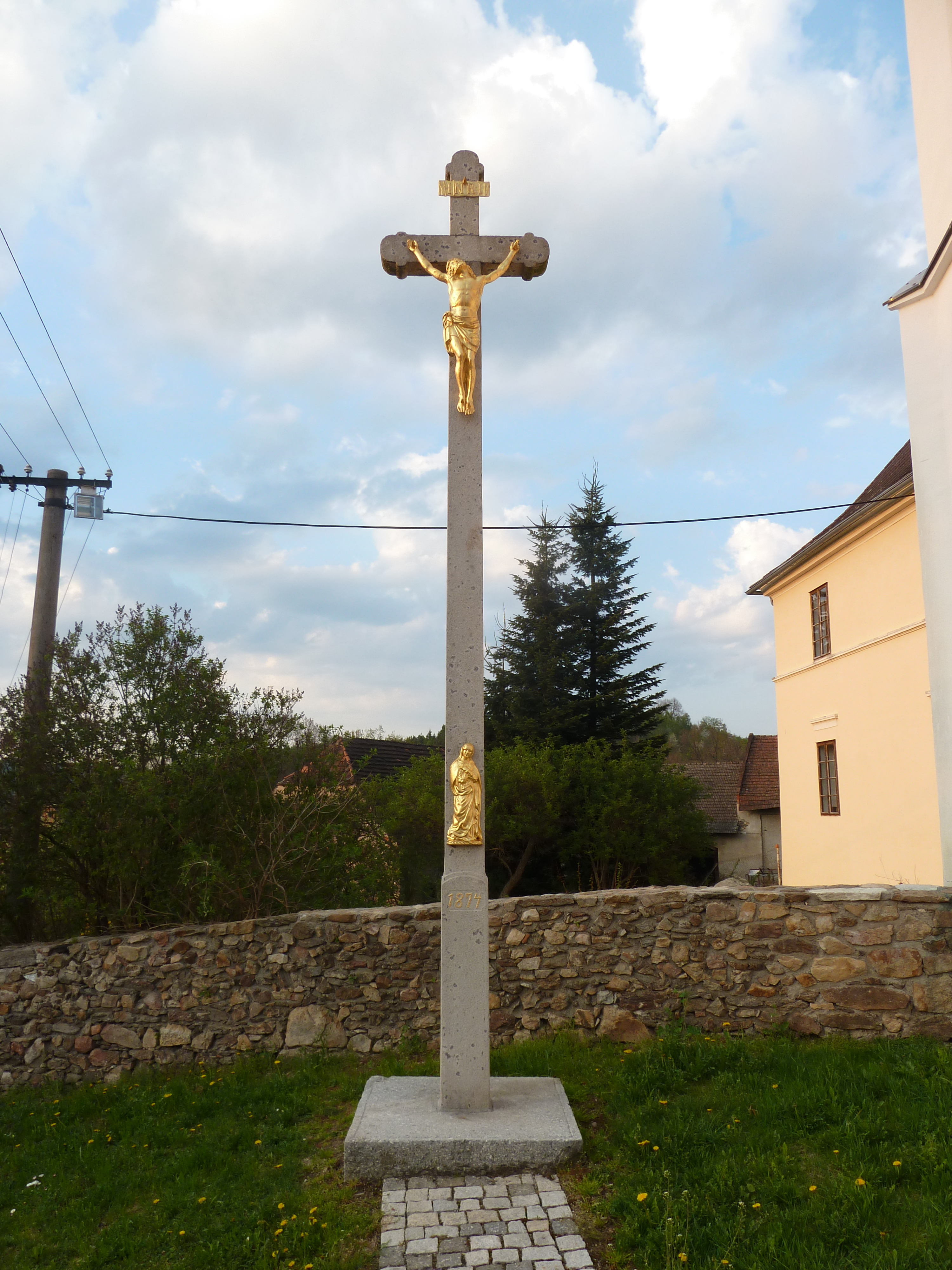
Kříž před kostelem
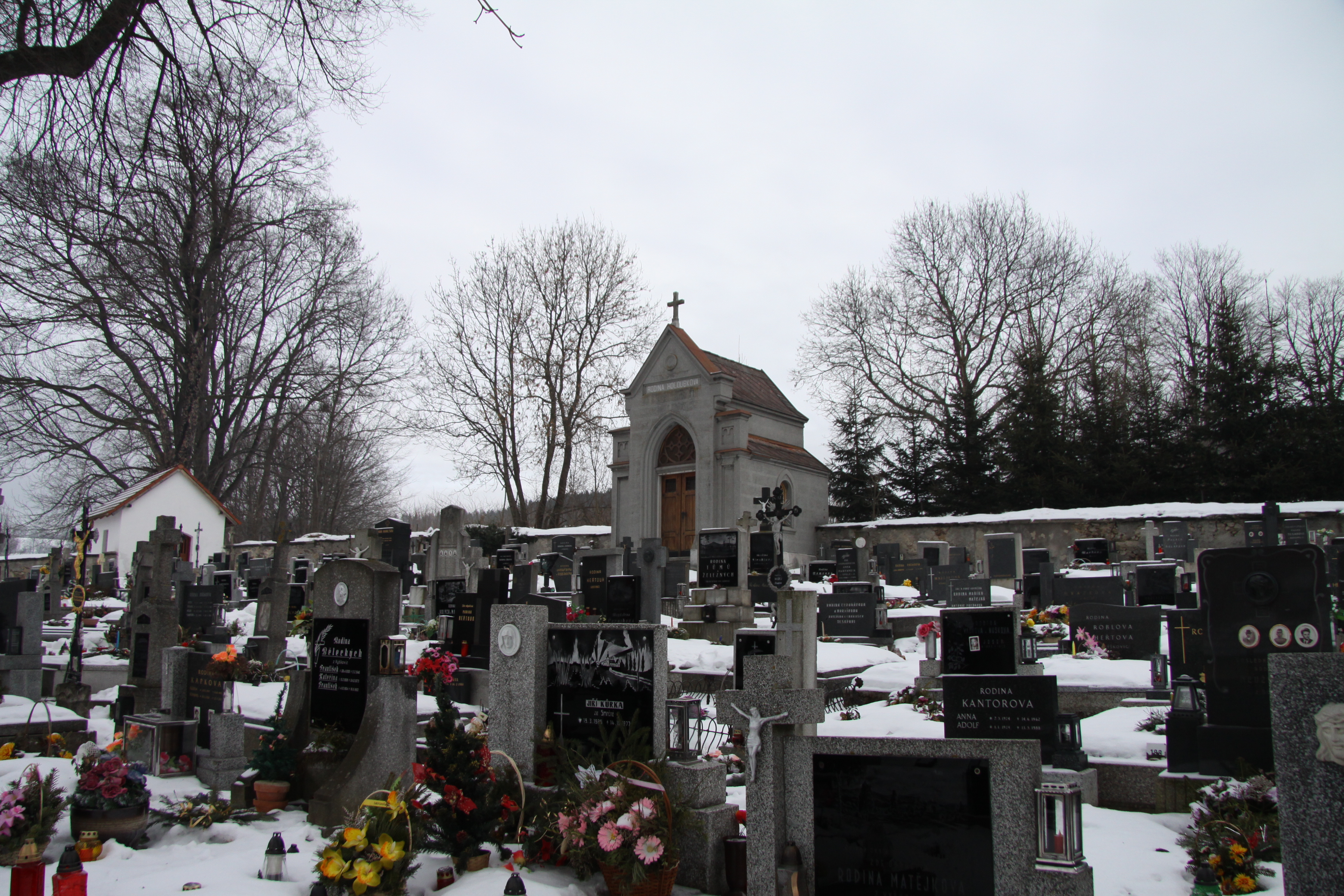
Hřbitov s hrobkou Holoubků
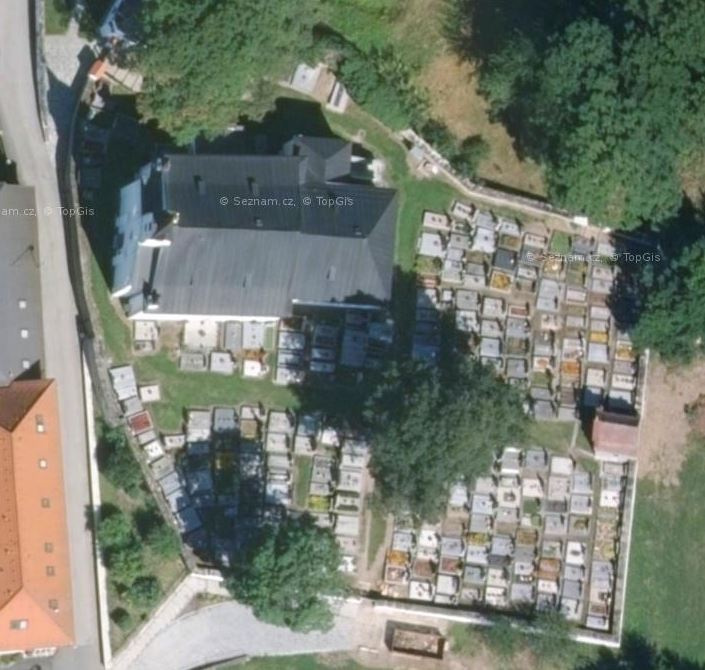
Letecké foto kostela (Mapy.cz)